# Battle Drone
Pour plus de détails, voir Fiche technique et Distribution.
Battle Drone est un film d'action et de science-fiction américain de 2018, réalisé par Mitch Gould. Il met en vedettes Dominique Swain, Natassia Malthe, Michael Paré et Louis Mandylor.

## Synopsis
Le marchand d’armes Karl Kess contacte Vincent Reikker, le chef d’une force mercenaire, pour récupérer des armes lui appartenant qui se trouvent dans la centrale nucléaire abandonnée de Tchernobyl. Pour que Reikker morde à l’appât, Kess fait appel à son patriotisme, car les armes doivent aller secrètement, au nom du gouvernement américain, aux rebelles d’un petit État appelé Alcázar, afin que les Américains puissent exploiter les ressources minérales rares du pays. La condition du contrat est qu’un groupe d’observation officiel, dirigé par Alexandra Hayes, vienne s’assurer que les armes atterrissent au bon endroit.
Alors que le groupe s’approche des vieux bâtiments de Tchernobyl, un tireur inconnu ouvre le feu. Il s’avère que l’attaquant est un androïde de combat presque indestructible, que le groupe peut éventuellement éliminer avec une autre machine de combat. Il devient clair que l’attaque est mise en scène par Kess, qui, avec son client, le général Calahan et l’agent Smith, observe les événements du point de vue de la caméra des machines de combat. Ils veulent tester si les androïdes nouvellement développés, contrôlés par des pilotes de drones, peuvent survivre dans la lutte contre des adversaires humains éprouvés. Kess active 15 autres machines, qui sont censées éliminer le groupe et ainsi les éliminer en tant que témoins. Mais Hayes, qui a depuis perdu ses deux compagnons, rejoint Reikker et son équipe, qui sont capables de procéder méthodiquement et d’éliminer progressivement certaines machines de combat ennemies. Juste avant qu’ils ne soient dépassés, Reikker tire sur l’antenne parabolique à grande distance, à travers de laquelle les pilotes de drones contrôlent leurs machines, de sorte que les androïdes sont désactivés.
Reikker découvre que le centre de commandement de Kess doit être à proximité. Il tire sur le général Calahan et lutte contre Kess et Smith avec Shiro après un bref combat. Après que Kess lui ait promis 20 millions de dollars pour sa vie, Reikker rentre chez lui avec son équipe.

## Distribution
- Sury Patel : Salem Al Khazar
- Borislav Sarandev : Victor Goldbeef
- Louis Mandylor : Vincent Reikker
- Natassia Malthe : Valkyrie
- Dan Southworth : Shiro
- Oleg Taktarov : Gergori
- Jason Earles : Dax
- Richard Alan Reid : Blackwood
- Dominique Swain : Alexandra Hayes
- Jo Marr : Agent Smith
- Steve Pound : Agent Barnes
- Robert Reynolds : Général Calahan
- Michael Paré : Karl Kess
- Evan Crawford : Technicien en informatique
- Howard Ray Silvey : Pilote
- Matthew Howard Silvey : Pilote
- Randy Brown : Pilote[1]

## Production
Le tournage du film a eu lieu en Roumanie. On voit d’ailleurs des plaques d'immatriculation roumaines sur les voitures lors des scènes censées se passer à Moscou. Le film est sorti le 1er mars 2018 dans son pays d’origine, les États-Unis, en VOD (vidéo à la demande).

## Réception critique
Filmdienst déplore : « Outre la solide mise en œuvre technique des robots, un mélange de genres plutôt fade qui s’ennuie avec des effets de ralenti utilisés à l’excès, un manque d’histoire et des personnages plats ».